# Jan Sawka
Jan Sawka (ur. 10 grudnia 1946 w Zabrzu, zm. 9 sierpnia 2012 w High Falls w stanie Nowy Jork) – polski grafik, rysownik, malarz, architekt.

## Życiorys
W 1964 rozpoczął studia na Politechnice Wrocławskiej na kierunku architektura. W 1967 połączył je ze studiami malarstwa i grafiki na PWSSP we Wrocławiu.
W 1972 przeniósł się do Warszawy. W 1976 otrzymał zaproszenie na stypendium do Centre Georges Pompidou w Paryżu. W maju 1976 osiedlił się w Paryżu. Z obawy przed deportacją w listopadzie 1977 osiedlił się w Stanach Zjednoczonych, gdzie mieszkał do śmierci.
Początkowo zajmował się plakatem i grafiką ilustracyjną. W latach 80. tworzył przestrzenne obiekty, zw. Banners (Sztandary), łączone w cykle tematyczne, odnoszące się do współczesnych problemów społecznych i politycznych.
W 1978 otrzymał złoty medal na VII Międzynarodowym Biennale Plakatu w Warszawie.
Jan Sawka zmarł na atak serca w swoim domu, w High Falls w stanie Nowy Jork.